# Frederick Knott
 (janvier 2021).
Frederick Major Paull Knott, né le 28 août 1916 et mort le 17 décembre 2002 est un dramaturge et scénariste anglais ayant principalement écrit des œuvres policières. Frederick Knott est auteur de trois pièces, dont deux sont devenues célèbres : le thriller scénique basé à Londres Le crime était presque parfait (Dial M for Murder) qui a ensuite été filmé à Hollywood par Alfred Hitchcock et sa pièce de 1966 Wait Until Dark (en) qui a également été adapté en un film hollywoodien réalisé par Terence Young, Seule dans la nuit (Wait Until Dark). Il a aussi écrit le mystère de Broadway Écrivez-moi un meurtre (Write Me a Murder).

## Vie et carrière
Knott est né à Hankou, en Chine, fils des missionnaires anglais Margaret Caroline (Paull) et Cyril Wakefield Knott. Il a fait ses études à Oundle School de 1929 à 1934 et a acquis plus tard un diplôme en droit de l'Université de Cambridge. Après avoir assisté à des représentations d'œuvres de Gilbert et Sullivan organisées par la Hankow Operatic Society, Knott a développé un vif intérêt pour le théâtre.
Frederick Knott était issu d'une lignée de riches propriétaires de moulins du Lancashire et en 1926, ses parents l'envoyèrent en Angleterre où il étudia à Sidcott et Oundle School avant de monter à Cambridge en 1934. Amateur de tennis (une profession qu'il a donnée au personnage central de Dial M for Murder), il est devenu un bleu et en 1937 et a été membre de l'équipe de tennis d'Oxford-Cambridge. Cependant, le début de la Seconde Guerre mondiale l'a empêché de participer à Wimbledon. Il obtient son diplôme en 1938.
Il sert ensuite dans l'artillerie de l'armée britannique en tant qu'instructeur de transmissions de 1939 à 1946 et atteignant le grade de major, il déménage aux États-Unis. Il rencontre Ann Hillary en 1952 et l'épouse en 1953; ils vivent à New York pendant de nombreuses années.
Bien que sa pièce Le crime était presque parfait ait été un succès sur scène, il s'agissait à l'origine d'une production télévisée BBC. En tant que pièce de théâtre, elle a été créée au Westminster Theatre de Victoria, Londres, en juin 1952, dirigée par John Fernald et avec Alan MacNaughtan et Jane Baxter. Cette production a été suivie en octobre par une tournée réussie à New York au Plymouth Theatre, où Reginald Denham a dirigé Richard Derr et Gusti Huber. Knott a également écrit le scénario du film éponyme de 1954 que Hitchcock a filmé pour Warner Brothers en 3D avec Ray Milland et Grace Kelly, ainsi qu'Anthony Dawson et John Williams reprenant leurs personnages de la production théâtrale de New York. Il avait auparavant vendu les droits d'écran à Alexander Korda pour seulement 1 000£. La pièce a également été adaptée plusieurs fois : en téléfilm en 1981 avec Christopher Plummer et Angie Dickinson, une seconde fois en 1985 avec le film Aitbaar en Inde, et enfin Un meurtre parfait en 1998 avec Michael Douglas et Gwyneth Paltrow. Basé sur la même intrigue, un téléfilm soviétique Tony Wendice's Mistake (ru:Ошибка Тони Вендиса) est sorti en 1981.
En 1960, Knott écrit le thriller scénique Write Me a Murder, qui a été produit au Belasco Theatre à New York en octobre 1961.
En 1966, la pièce de théâtre de Knott Wait Until Dark (en) se produit à Broadway au théâtre Ethel Barrymore. Plus tard la même année, Honor Blackman joue le rôle principal au West End theatre de Londres au Strand Theatre. L'adaptation cinématographique, également intitulée Wait Until Dark (Seule dans la nuit), sort en 1967 avec Audrey Hepburn dans le rôle principal. La pièce est jouée à Broadway en 2001 mettant en vedette Quentin Tarantino.
Knott vivait confortablement des revenus de ses trois œuvres et n'a pas écrit les autres qu'il avait esquissés. « Je ne pense plus que la route était là. Il était parfaitement heureux de la situation », a déclaré sa femme Ann Hillary. Il décède à New York en décembre 2002.

## Œuvres

### Scénarios de cinéma
- The Last Page (1952) de Victor Fleming
- Dial M for Murder (1954) d'Alfred Hitchcock
- Guêpier pour trois abeilles (1967) de Joseph L. Mankiewicz

### Scénarios de télévision
- Dial M for Murder (1952) pour le programme Sunday Night Theatre sur la BBC
- Hans Brinker and the Silver Skates (1958, adaptation)

### Théâtre
- Dial M for Murder (1952)
- Write Me a Murder (1960)
- Wait Until Dark (en) (1966)